# Venterol, Drôme
Venterol là một xã thuộc tỉnh Drôme trong vùng Auvergne-Rhône-Alpes đông nam nước Pháp. Xã Venterol, Drôme nằm ở khu vực có độ cao từ 298-1165 mét trên mực nước biển.